# Semelhança (geometria)

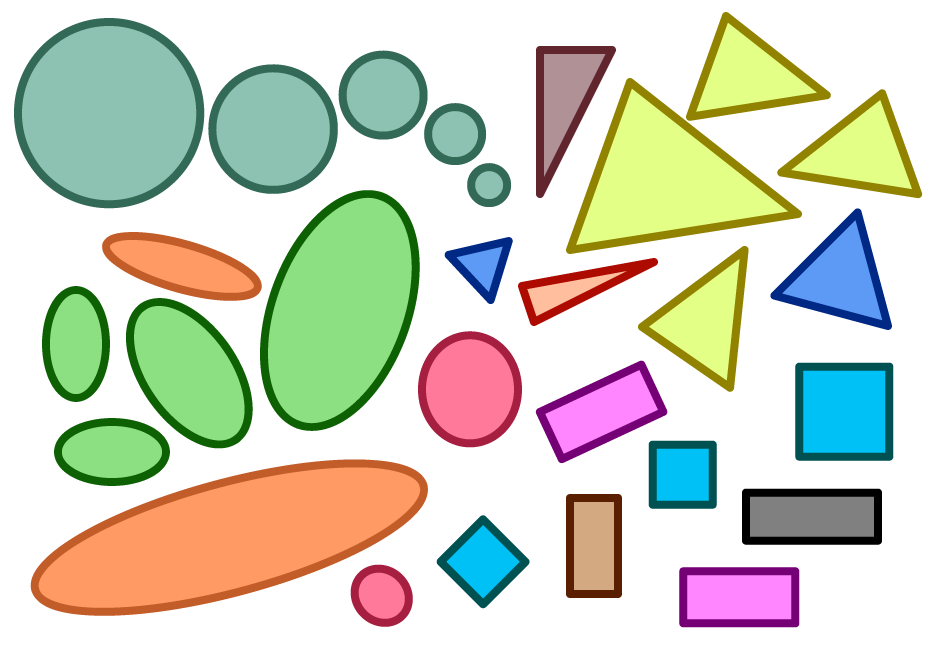
As figuras da mesma cor são semelhantes.

Em geometria, duas figuras são semelhantes se uma pode ser obtida a partir da outra por meio de isometrias e homotetias. Tanto em isometrias como em homotetias preserva-se os ângulos, duas figuras semelhantes têm a mesma forma, diferindo apenas pela sua posição e tamanho.

## Triângulos semelhantes
Para entender o conceito de semelhança de triângulos, é preciso pensar em dois conceitos diferentes. O conceito de forma, e o conceito de tamanho (escala).
Se você fosse desenhar um mapa, você provavelmente tentaria preservar a forma daquilo que você está mapeando, fazendo o desenho com medidas que guardam as mesmas proporções verificadas no terreno.
Triângulos semelhantes são triângulos que têm a mesma forma. Em particular, para um triângulo, basta que dois de seus ângulos sejam iguais para que tenham a mesma forma (sejam semelhantes).

## Razão
A razão entre as áreas de figuras semelhantes é igual ao quadrado da razão entre comprimentos correspondentes (por exemplo, ao dobrar-se o tamanho do lado de um quadrado ou o raio de um círculo, multiplica-se sua área por quatro — ou seja, por dois ao quadrado).
A razão entre os volumes de figuras semelhantes é igual ao cubo da razão entre comprimentos correspondentes (por exemplo, ao dobrar-se o tamanho da aresta de um cubo ou o raio de uma esfera, multiplica-se seu volume por oito — ou seja, por dois ao cubo).